# Močle
Močle este o localitate din comuna Šmarje pri Jelšah, Slovenia, cu o populație de 79 de locuitori.